# Pedro Neto
Pedro Lomba Neto (ur. 9 marca 2000 w Viana do Castelo) – portugalski piłkarz występujący na pozycji napastnika w angielskim klubie Chelsea oraz w reprezentacji Portugalii. Wychowanek Perspectiva em Jogo, w trakcie swojej kariery grał także w takich zespołach, jak Braga oraz Lazio.